# Ambavia gerrardii
Ambavia gerrardii là loài thực vật có hoa thuộc họ Na. Loài này được (Baill.) Le Thomas mô tả khoa học đầu tiên năm 1972.

## Phân bố
Loài này có ở Madagascar.